# Први аустријски партизански батаљон
Први аустријски народноослободилачки батаљон 5. словеначке бригаде НОВЈ формиран је 24. новембра 1944. у области Сува крајина (Долењска) од 84 борца аустријске народности (заробљених од партизана), који су изразили жељу да се у саставу НОВЈ боре против немачке војске.
У почетку је био под неспоредном командом Главног штаба НОВ и ПО Словеније, а од средине јануара 1945. године у саставу Пете словеначке ударне бригаде „Иван Цанкар“.
Командант батаљона био је Леополд Штанцел, а политички комесар Роман Фухсел (обојица учесници Шпанског грађанског рата на страни Шпанске републике).
Батаљон се борио против нацистичких и квислиншких формација углавном на подручју Суве крајине. Посебно се истакао у борбама на положајима Лашче–Примож, код села Села и Врха марта 1945. и код Подграда у другој половини априла.
Расформиран је у Љубљани у првој половини маја 1945. године.